# 14509 Lučenec
14509 Lučenec eller 1996 ER2 är en asteroid i huvudbältet som upptäcktes den 9 mars 1996 av de båda slovakiska astronomerna Adrián Galád och Alexander Pravda vid Modra-observatoriet. Den är uppkallad efter staden Lučenec i Slovakien.